# Begonia racemosa
Begonia racemosa là một loài thực vật có hoa trong họ Thu hải đường. Loài này được Jack mô tả khoa học đầu tiên năm 1822.